# Masterminds - La guerra dei geni
Masterminds - La guerra dei geni (Masterminds) è un film del 1997 diretto da Roger Christian. Si tratta di una commedia d'azione con Patrick Stewart e Vincent Kartheiser.

## Trama
Oswald "Ozzie" Paxton è un giovane cracker che cerca di rubare un videogioco prima dell'uscita per rivenderlo, ma viene scoperto dal padre Jake, il quale gli impone un ultimatum: comportarsi bene con la nuova famiglia o essere mandato in collegio militare. Successivamente, Ozzie accompagna malvolentieri la sorellastra Melissa alla scuola privata Shady Glen, da cui era stato espulso tempo prima. Qui incontra la direttrice Claire Maloney e il nuovo responsabile della sicurezza, Rafe Bentley, che lo minaccia.
Per vendetta, Ozzie pianifica uno scherzo informatico, ma scopre accidentalmente che Bentley e i suoi complici hanno sequestrato la scuola per rapire dieci bambini ricchi e chiedere un riscatto. Ozzie, nascosto nell'edificio, riesce a sabotare il piano, aiutato via radio dall'amico K-Dog e dalla madre adottiva Helen. Dopo varie difficoltà, libera quasi tutti i bambini, ma Bentley rapisce Melissa come ultima ostaggio.
Durante la crisi, Miles e Jake, padre di Ozzie, arrivano a scuola e riconoscono Bentley come loro ex capo della sicurezza, licenziato per furto tempo prima. Bentley pretende che Deroy, assistente di Miles, consegni personalmente il riscatto. Tuttavia, Deroy si rivela complice dei sequestratori e tradisce Ozzie.
Ozzie, legato e intrappolato, aveva piazzato delle bombe che esplodono in tempo per fermare la fuga dei criminali attraverso tunnel sotterranei. Inseguendo Bentley e Melissa, Ozzie e K-Dog riescono infine a salvare la bambina e denunciare Deroy alla polizia. Maloney conferma il coinvolgimento di Deroy e rivela che dietro al piano c'è Miller, rivale di affari di Miles.
Bentley, ormai solo e in fuga, precipita in una vasca di liquami cercando disperatamente di recuperare il denaro. L'arrivo della polizia segna la fine della sua fuga.

## Produzione

### Riprese
Le riprese ambientate nella scuola Shady Glen si sono svolte nell'Hatley Castle di Colwood, nella Columbia Britannica, mentre tutte le altre sono ambientate a Victoria e Vancouver. Le riprese studio si sono svolte invece negli Shepperton Studios in Inghilterra.

## Colonna sonora
La canzone che si sente nei titoli di testa, durante il tentativo di cracking da parte di Ozzie, è What Do I Have To Do? degli Stabbing Westward, mentre quella ascoltabile sia quando Ozzie accompagna Melissa a scuola e sia nei titoli di coda, quando Rafe Bentley termina la sua fuga finendo nella pozza di liquami della fognatura, è Youth of America dei Birdbrain.

## Accoglienza e critica

### Incassi
Masterminds - La guerra dei geni si rivelò un totale flop al botteghino, incassando solo 1.8 milioni di dollari nel weekend del Labor Day.

### Critica
A giugno 2014, la pellicola si attesta ad una bassissima percentuale di gradimento, all'incirca il 19%, basata su 16 recensioni, sul sito Rotten Tomatoes.